# Фини, Чарльз
Чарльз Фрэнсис Фини (англ. Charles Francis Feeney; Чак Фини (англ. Chuck Feeney), 23 апреля 1931, Элизабет, Нью-Джерси — 9 октября 2023, Сан-Франциско, Калифорния) — американский бизнесмен и филантроп, создавший всемирную сеть магазинов Duty Free Shoppers, а также основатель многочисленных благотворительных проектов, которым по его замыслу послужат все его 7,5 млрд долларов США.

## Ранний период
Чарльз Фини родился в период великой депрессии в промышленном городе Элизабет, в штате Нью-Джерси, США. Окончил среднюю школу Святой Марии Успенской Елизаветы в 1949 году. В 2016 пожертвовал своей школе 250 000 долларов. Его пожертвование было крупнейшим в истории школы от одного человека.
Он участвовал в боевых действиях Корейской войны, по окончании которой окончил Корнеллскую школу, специализирующуюся на подготовке персонала для отелей. Для этого он использовал деньги, полученные в счёт денежной компенсации солдатам на обучение и создание собственного бизнеса. Окончив школу, Фини уехал во Францию, чтобы начать свой бизнес, который начал процветать во время японского экономического бума.
После снятия ограничения на выезд в 1964 году зажиточные японские туристы стали путешествовать по всему миру. Для привлечения клиентов Фини нанял на работу миловидных девушек с азиатской внешностью и завалил свои магазины сувенирами, сигаретами и коньяком, которые пользовались у туристов небывалым спросом. Эта стратегия и стала основной причиной бурного развития бизнеса, возглавляемого Чарльзом Фини (Duty Free Shoppers).
После подсчётов аналитиков Чарльз Фини для дальнейшего развития открыл свои магазины в Сан-Франциско, Анкоридже и на Гуаме, а для того, чтобы получить возможность торговли на острове Сейпан (пляжном курорте), построил на острове в 1979 году аэропорт, в строительство которого было вложено 5 млн долларов США.
В ответ на статью в Forbes в 1988 году, в которой были описаны многие аспекты работы Duty Free Shoppers, Фини сказал: «Ну вот, мы теперь у всех на виду». По версии вышеназванного журнала Чарльз Фини находился на 31 месте среди богатейших людей США, и Forbes не ошибся в оценке прибылей этого человека. Он ошибся лишь в одном — все заработанные за долгие годы средства на тот момент уже не принадлежали Фини, а были потрачены на благотворительность.

## Благотворительность
Основанный Фини благотворительный фонд вложил в различные сферы, по общим данным, около 6,2 млрд долларов США. Основными сферами благотворительности были наука, здравоохранение, образование, содержание домов престарелых, защита гражданских прав во многих странах, включая Австралию, США, Южную Африку, Вьетнам и, конечно же, Ирландию.
Также планировалось использовать оставшиеся 1,3 млрд долларов США до начала 2016 года и завершить работу фонда, осуществив все, что было задумано, к 2020-му году. Фини считает, что не стоит дожидаться смерти, чтобы отдать свои капиталы. По словам Билла Гейтса, «Фини — идеальный образец для подражания и лучший пример того, как можно делать добро при жизни».
16 сентября 2020 года, в ходе видеоконференции в Zoom, Чарльз Фини сказал своё прощальное слово, окончательно закрыв свой благотворительный фонд. К этому моменту фонд раздал на благотворительные цели все свои активы.

## Достижения
Последние 38 лет активно занимается благотворительностью.
В 1984 году передал 38,75 % акций Duty Free Shoppers (100 % собственной части), в фонд, переименованный позднее в The Atlantic Philanthropies. На 2012 год его состояние составляет 2 млн долларов США.
В течение первых 15 лет занятий филантропией скрывал свою благотворительную деятельность — делал анонимные пожертвования. Избегал публичной жизни.
До 2012 года состоялось 5 интервью с его участием. После 2012 года его достижения регулярно освещались СМИ.

## Лучшие проекты
Один из наиболее весомых поводов для гордости Чарльза Фини является Университет Лимерика, где расположена также Ирландская мировая академия музыки и танца, недавно созданная медицинская школа и спортплощадка, которая используется для физического развития сотни детей. В Университете на сегодняшнее время обучается 13 000 студентов. Данное заведение является одним из лучших в Ирландии и своим существованием обязано исключительно Фини, который вложил в него 170 млн долларов США и способствовал его созданию.
Также он является спонсором и Тринити-колледжа, где всё, от сувенирного магазина, который был разработан по его дизайну, центра исследований в области генетики и до лаборатории нейробиологии, в которой проводятся самые передовые исследования, есть дело его рук.

## Книга о жизни
Автором его биографии, «Миллиардер без миллиардов», является Конор О’Клири, который популяризировал Фини не только в Ирландии, но и за её пределами.